# Пшепалково
Пшепалково (пол. Przepałkowo) — село в Польщі, у гміні Сошно Семполенського повіту Куявсько-Поморського воєводства.
Населення — 215 осіб (2011).
У 1975-1998 роках село належало до Бидгощського воєводства.

## Демографія
Демографічна структура станом на 31 березня 2011 року:
|          | Загалом | Допрацездатний вік | Працездатний вік | Постпрацездатний вік |
| -------- | ------- | ------------------ | ---------------- | -------------------- |
| Чоловіки | 115     | 26                 | 79               | 10                   |
| Жінки    | 100     | 19                 | 56               | 25                   |
| Разом    | 215     | 45                 | 135              | 35                   |